# Terroranschläge in der Ben-Jehuda-Straße

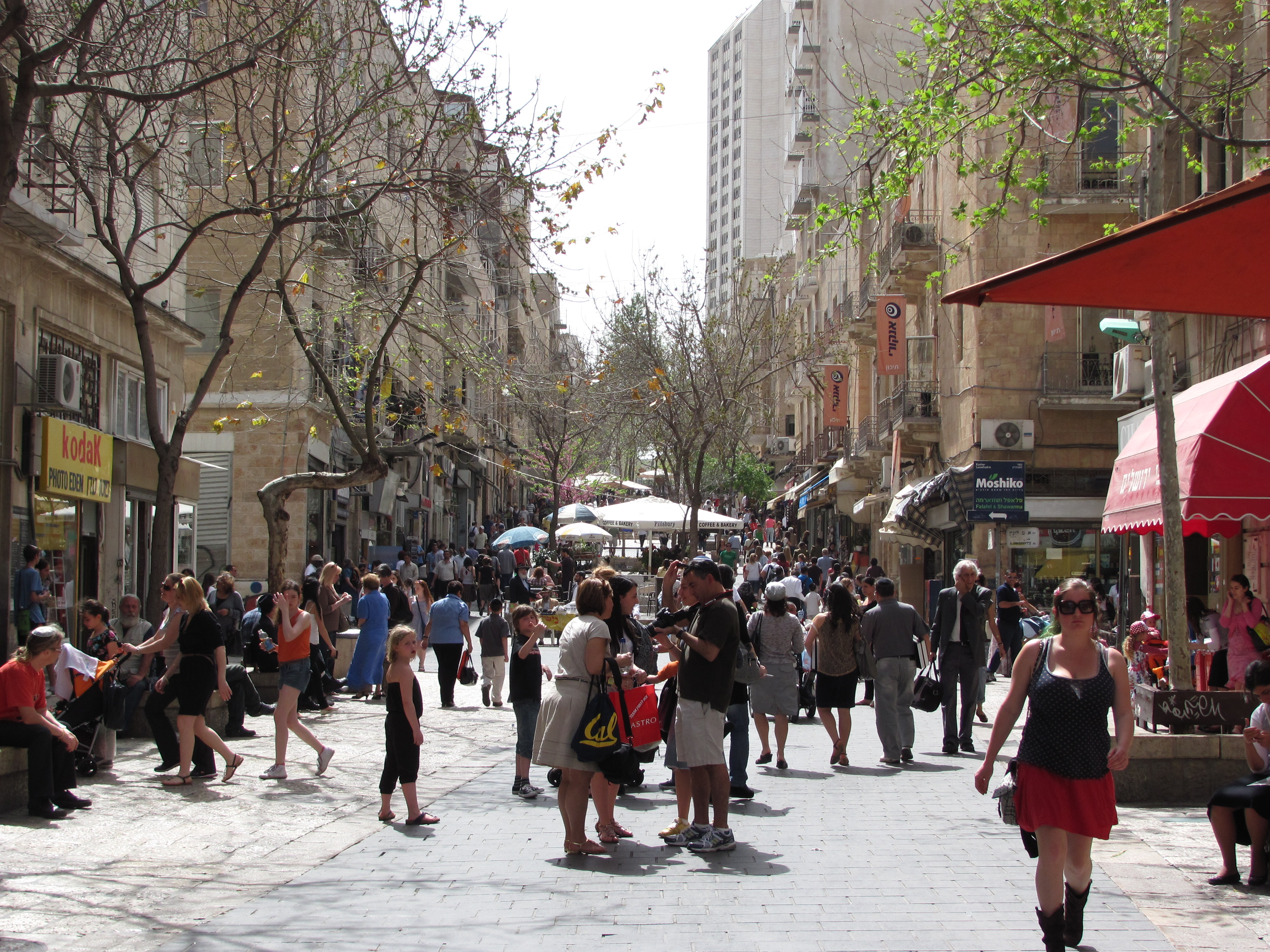
Blick in die Ben-Jehuda-Straße

Die Terroranschläge in der Ben-Jehuda-Straße in der jüdischen Neustadt von Jerusalem sind eine Reihe von Bombenanschlägen. Diese wurden seit 1948 im Rahmen des Israelisch-Palästinensischen Konflikts verübt.

## Die Straße
Die Ben-Jehuda-Straße ist eine zentrale Einkaufsstraße in Jerusalem. Benannt ist die Straße nach Eliezer Ben Jehuda. Sie verläuft von Südwesten nach Nordosten von der König-Georg-Straße zum Zion-Platz an der Jaffa-Straße und gehört zu den älteren Straßen der Stadt. Sie bestand schon vor der Gründung Israels. Trotz der Anschläge entwickelte sich die Straße aufgrund der Vielzahl der Geschäfte, Souvenirläden, Restaurants und Cafés zu einem touristischen Anziehungspunkt. 1983 sperrte man die Ben-Jehuda-Straße für den Verkehr und machte sie zur Fußgängerzone. Heute gilt die Straße mit ihren Seitenstraßen als Zentrum des modernen Jerusalem und Hauptgeschäftszentrum der Stadt.

## Anschläge

### 1948

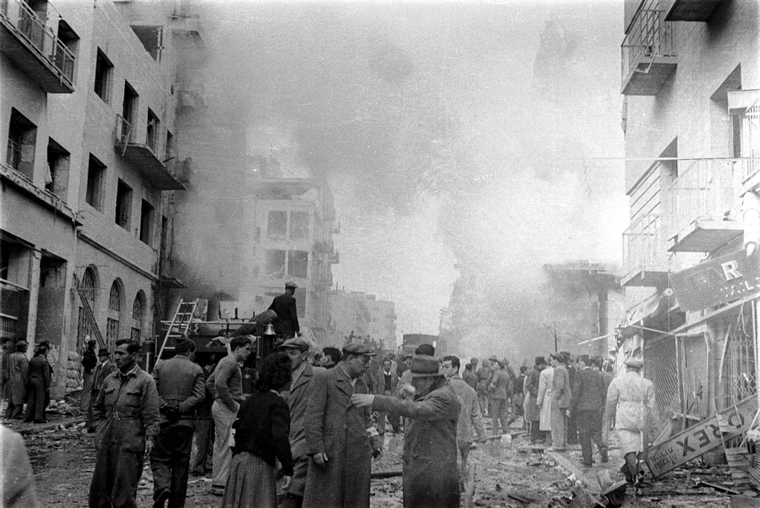
Nach der Explosion einer Autobombe in der Ben-Jehuda-Straße am 22. Februar 1948

Am 22. Februar 1948 explodierten gegen 6:30 Uhr morgens drei britische Armeefahrzeuge an der Ecke Ben-Jehuda-/Ben-Hillal-Straße. Die Fahrzeuge waren als britische Fahrzeuge identifiziert worden und konnten britische und jüdische Kontrollpunkte problemlos passieren. Am Steuer saßen der Palästinenser Azmi Djaoumi und die beiden britischen Deserteure Eddie Brown und Peter Madison. Die drei Attentäter parkten die Fahrzeuge und flohen dann nach Ägypten. Brown hatte nach eigenen Angaben seinen Bruder bei Anschlägen der militanten jüdischen Bewegung Irgun Tzwa’i Le’umi verloren. Abd al-Qadir al-Husaini, Anführer der Armee des heiligen Krieges, soll den beiden Briten dafür 1000 britische Pfund versprochen haben. Bei dem Anschlag starben 58 Juden und 140 wurden verletzt. Die Explosion zerstörte vier Gebäude. In einem am folgenden Tag veröffentlichten Bekennerschreiben übernahm al-Husaini die Verantwortung und beschrieb das Attentat als Vergeltungsaktion für eine Bombenattacke der Irgun Tzwa’i Le’umi in Ramla. Das arabische Oberkommando widersprach dieser Darstellung allerdings.

### 1971
Am 8. September 1971 wurde eine Granate in den Eingang des Café Alno in der Ben-Jehuda-Straße geworfen, diese explodierte allerdings nicht.

### 1974
Am 12. Dezember 1974 explodierte in der Straße ein kleinerer Sprengsatz, wobei 13 Menschen leicht verletzt wurden.

### 1975
Am Freitag, 4. Juli 1975, explodierte ein mit 5 Kilogramm Sprengstoff gefüllter Kühlschrank auf dem Zion-Platz an der Ben-Jehuda-Straße. Der Kühlschrank war zwar vor der Explosion bemerkt worden, doch ein Notruf ging nicht mehr rechtzeitig ein. 15 Menschen starben, 77 weitere wurden verletzt. Verantwortlich für den Anschlag war Ahmad el-Sukar, der 2003 aus dem Gefängnis entlassen wurde.
Am 13. November 1975 explodierte eine weitere Bombe im Café Naveh in der Jaffa-Straße nahe der Ben-Jehuda-Straße. Dabei starben 7 Menschen, 45 wurden verletzt.

### 1976
Am 9. April 1976 wurde eine Autobombe entdeckt und vor der Explosion entschärft.
Am 3. Mai 1976 wurden 33 Menschen verletzt, als eine Sprengfalle an einem abgestellten Motorroller an der Ecke Ben-Jehuda-/Ben-Hillel-Straße explodierte. Unter den Verletzten waren auch der griechische Konsul in Jerusalem und seine Ehefrau. Am darauffolgenden Tag feierte Israel seinen Unabhängigkeitstag Jom haAtzma’ut unter dem Slogan „Trotzdem“ am Ort des Anschlags.

### 1979
Am 1. Januar 1979 wurde gegenüber dem Café Atara eine Bombe gefunden, die mit einem Zeitzünder versehen war. Diese wurde rechtzeitig entschärft. Am 24. März 1979 wurde eine Person getötet und 13 verletzt, als ein Sprengsatz in einem Mülleimer am Zion-Platz explodierte.

### 1981
Am 2. Mai 1981 wurde ein Polizist durch einen Sprengsatz in einem Mülleimer leicht verletzt.

### 1984
Am 15. August 1984 wurde eine Autobombe vor der Explosion entdeckt und entschärft. Das Fahrzeug war mit 12 Kilogramm Sprengstoff und drei Kilogramm Nägeln bestückt worden.

### 1997
Am 4. September 1997 sprengten sich gegen 15 Uhr drei Selbstmordattentäter der Hamas gleichzeitig in der Fußgängerzone in die Luft. Die palästinensischen Attentäter stammten aus Asira al-shamaliye. Unter den fünf Todesopfern waren auch drei 13 bis 14 Jahre alte Mädchen. Eines der Mädchen war die Tochter der israelischen Friedensaktivistin Nurit Peled-Elhanan und Enkelin des israelischen Generals und Politikers Mattityahu Peled. Peled-Elhanan erklärte, dass sie die Schuld nicht der Gruppe von Selbstmordattentätern für den Vorfall gebe, sondern die israelische Unterdrückung der Palästinenser als indirekte Ursache für den Tod ihrer Tochter sehe.
Die Familie des jüdischstämmigen US-Bürgers Yael Botvin verklagten in den Vereinigten Staaten die Islamische Republik Iran. In einem Versäumnisurteil wurde der Iran zur Zahlung von insgesamt 251 Millionen US-Dollar an Schmerzensgeld und Schadensersatz verurteilt. Die iranische Regierung machte aber nur wenig Anstalten, die geforderte Summe zu bezahlen. Die Kläger drohten daraufhin damit, persische Artefakte in Museen in Chicago beschlagnahmen zu lassen und zu verkaufen und die Einlagen der Bank Melli Iran bei der Bank of New York beschlagnahmen zu lassen. Das amerikanische Justizministerium lehnte eine Beschlagnahmung der Gelder der Bank Melli allerdings mit Hinweis darauf ab, dass die Bank nicht in Haftung genommen werden könne. Am 2. Dezember 2013 bekamen fünf US-amerikanische Familien, die Opfer des Attentats wurden, neun Millionen US-Dollar zugesprochen.

### 2001

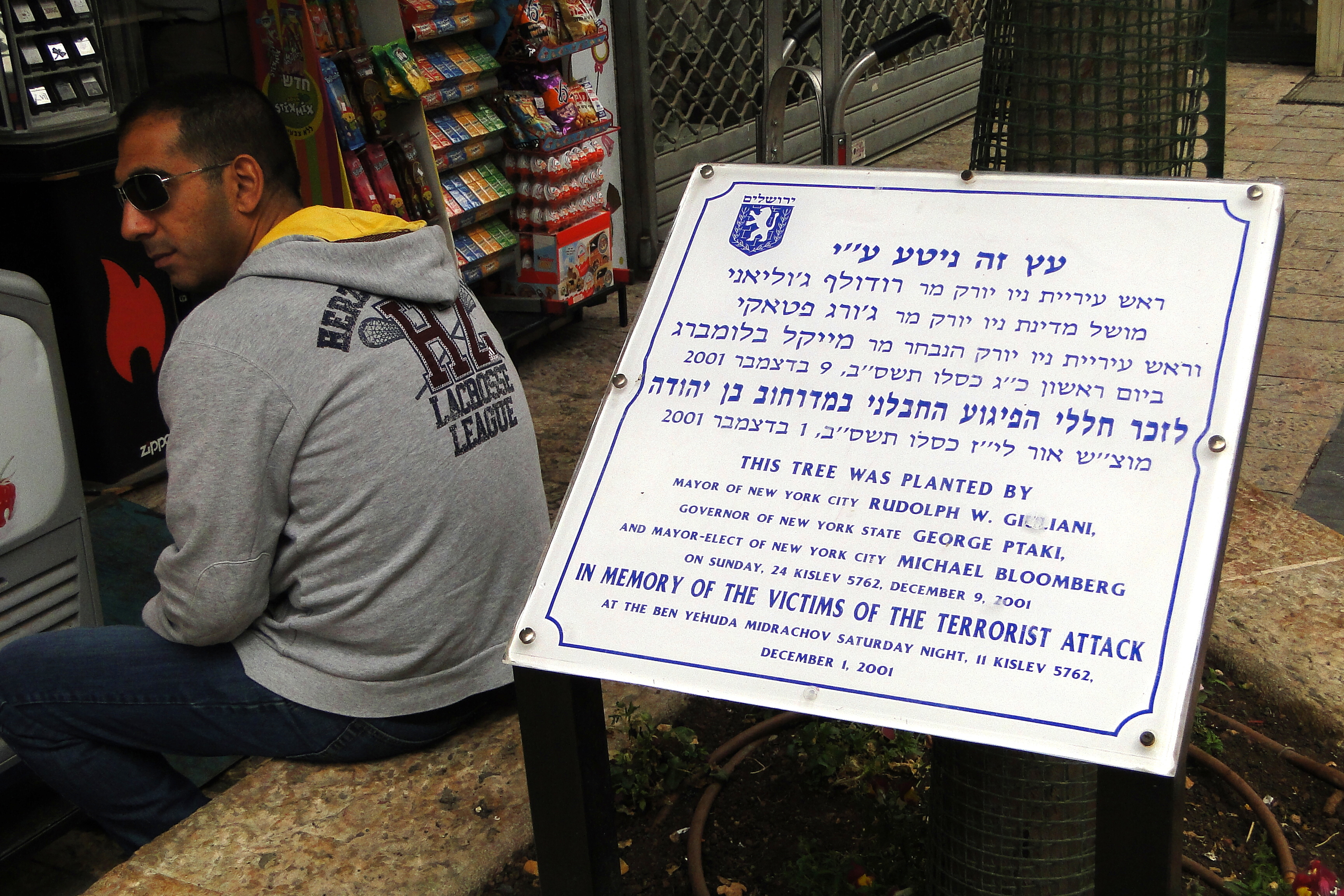
Gedenktafel für die Opfer des Anschlages am 1. Dezember 2001

Am 1. Dezember 2001 sprengten sich zwei Selbstmordattentäter in der Ben-Jehuda-Straße an der Ecke zur Jaffa-Straße in die Luft. Hier hatte sich eine große Gruppe Jugendlicher um mehrere Samba-Trommler versammelt und feierte tanzend das Ende des Sabbat. Als Rettungssanitäter eintrafen, blockierte ein Auto die Zufahrtsstraße. Dieses detonierte, als Helfer es aus dem Weg räumen wollten. Mindestens 13 Menschen starben und 188 wurden verletzt. Die Hamas bekannte sich zu dem Anschlag und gab als Grund eine Vergeltungsaktion für den Tod von Hamas-Mitglied Mahmud Abu Hanoud an. Gleichzeitig kündigte die Hamas weitere Anschläge an. Gegen die Arab Bank, NatWest und Crédit Lyonnais wurden anschließend Klagen eingereicht wegen der Weiterleitung von Geldern an die Hamas.